# 嫩江省 (中国共産党)
嫩江省（のんこう-しょう）は中華民国末期に中国共産党が設置した中国共産党革命根拠地。国民政府が設置した嫩江省と同時代の行政区画名であるため混同されることもあるが、行政管轄地域が異なる。

## 歴史
嫩江省は満州国時代の竜江省を前身とする。1945年（民国34年）の日本の敗戦に伴い満州国が崩壊すると中国共産党は11月に嫩江省自治政府を組織、省会を斉斉哈爾市に設置した。しかしまもなく国民党軍により斉斉哈爾市が占拠されると甘南県に省会を移転、国民党実効支配地域が省域を分断していたことから嫩南、嫩北行政公署が設置されそれぞれ独立した行政運営を行っていた。
1946年（民国35年）4月末、共産党軍は斉斉哈爾市を奪回、省会を移転した。斉斉哈爾市が交通であったことより省内を分割統治する意義が薄れ5が月15日に嫩南、嫩北行政公署は廃止されている。
1947年（民国36年）2月2日、東北行政委員会第13次常務委員会会議は黒竜江省と嫩江省の合併を決定、黒竜江嫩江聯合省（黒嫩省）が設置されたが、同年9月16日には両省は再び分割され、黒竜江省より安達県が移管された以外旧嫩江省が再度設置され、1市21県3旗を管轄するようになった
1949年（民国38年）4月21日、東北行政委員会は嫩江省の解体を決定、黒竜江省に統合された。

## 行政区画
下部行政区画は下記の通り。
- 斉斉哈爾市
- 景星県
- 林甸県
- 泰来県
- 甘南県
- 富裕県
- 嫩江県
- 肇東県
- 訥河県
- 安達県
- 竜江県
- 扶余県
- 洮安県
- 洮南県
- 洮北県
- 瞻楡県
- 開通県
- 鎮賚県
- 安広県
- 大賚県
- 乾安県
- 杜爾伯特旗
- 郭爾羅斯前旗
- 郭爾羅斯後旗